# Florence Aboulker
Pour les articles homonymes, voir Aboulker.
Florence Aboulker, née le 7 octobre 1934 à Boulogne-Billancourt et morte le 28 août 2002 à Paris, est une romancière et productrice française.

## Biographie
Ses parents sont Marcel Aboulker et Marie-Thérèse Février. Florence est la sœur d'Isabelle Aboulker et est également la mère de Fabrice Aboulker et de Nicolas Chapuis.
Dans son activité de productrice, elle découvre Patrick Juvet et le présente à Eddie Barclay. Elle a également découvert Daniel Balavoine dans les chœurs de Patrick Juvet.
Florence Aboulker est l'autrice de plusieurs romans, de La Galère (1975) à L'Étrange Peine (1990), en passant par son plus gros succès, La Femme-tendresse (1984).

## Œuvres

### Romans
- La Galère, Paris, Laffont, 1975
- L'Amour clos, Paris, Presses de la Cité, 1981
- Une chanson d'amour, Paris, Presses de la Cité, 1982
- La Femme-tendresse, Paris, Plon, 1984 ; réédition, Paris, Presses-Pocket no 2637, 1986  (ISBN 2-266-01693-8) ; réédition, Monaco, éditions du Rocher, 1996  (ISBN 2-268-02271-4) ; réédition, Paris, éditions de la Seine, coll. « Succès du livre », 1998  (ISBN 2-7382-1142-9)
- Pourquoi, Sarah ?, Paris, Plon, 1985
- Une femme comme elle, Paris, Plon, 1986
- La Loco, Paris, Laffont, 1989 (écrit en collaboration avec Gérard Louvin) ; réédition sous le titre La Tête dans les étoiles, Paris, Pocket no 4450, 1996  (ISBN 2-266-06936-5)
- L'Étrange Peine, Monaco, éditions du Rocher, coll. « Littérature », 1990